# Sunset Boulevard (musical fra 1993)
 For alternative betydninger, se Sunset Boulevard (flertydig). (Se også artikler, som begynder med Sunset Boulevard)
Sunset Boulevard er en musical med manuskript af Don Black og Christopher Hampton og musik af Andrew Lloyd Webber. baseret på 1950 film af samme titel, den handler om Norma Desmond, en falmet stumfilmstjerne, der lever i fortiden i sin store villa på den berømte Los Angeles gade. Da den unge manuskriptforfatter Joe Gillis tilfældigvis krydser hendes vej, ser hun ham som en mulighed til at gøre comeback på det store lærred.
Den originale West End produktion, instrueret af Trevor Nunn åbnede d. 12. juli, 1993 på Adelphi Theatre. Patti LuPone spillede Norma Desmond, Kevin Anderson spillede Joe Gillis.
Musicalen åbnede på Broadway på Minskoff Theatre d. 17. november, 1994 med Glen Close som Norma
Patti LuPone, som var blevet lovet at spille rollen på Broadway , sagsøgte Lloyd Webber og modtog $1 million; Faye Dunaway, som skulle erstatte Close in L.A., blev fritstillet, da Lloyd Webber ikke mente, at hendes sangstemmme var god nok. Hun sagsøgte også Lloyd Webber.
Danmarkspremieren finder sted på Kulturværket i Maribo, august 2011, med Karen-Lise Mynster som Norma og Mads Knarreborg som Joe Gillis.
Desuden medvirker Frank Rubæk, Niels Weyde, Sandra Elsfort (som Betty Schafer) og Julie Lund.

## Priser og nominationer
1994 Olivier Awards
- Best New Musical (Nomination)
- Best Actress in a Musical – Patti LuPone (Nomination)

1995 Tony Awards
- Best Musical (Winner)
- Best Score of a Musical (Winner)
- Best Book of a Musical (Winner)
- Best Actress in a Musical – Glenn Close (Winner)
- Best Actor in a Musical – Alan Campbell (Nomination)
- Best Featured Actor in a Musical – George Hearn (Winner)
- Best Direction of a Musical (Nomination)
- Best Choreography (Nomination)
- Best Scenic Design (Winner)
- Best Costume Design (Nomination)
- Best Lighting Design (Winner)

1995 Outer Critics Circle Awards
- Outstanding Broadway Musical (Winner)
- Outstanding Actress in a Musical – Glenn Close (Winner)

1995 Drama Desk Awards
- Outstanding Actress in a Musical – Glenn Close (Winner)

2009 Olivier Awards
- Best Actress in a Musical – Kathryn Evans (Nomination)
- Best Supporting Performance in a Musical – Dave Willetts (Nomination)